# جون مكارثي (لغوي)
جون مكارثي (بالإنجليزية: John J. McCarthy) هو لغوي أمريكي، ولد في 29 أبريل 1953 في ميدفورد في الولايات المتحدة.